# Muzeum krajky Prachatice
Muzeum krajky v Prachaticích je specializováno na jeden z nejdůležitějších typů krajky - krajku paličkovanou. Vlastní muzeum je umísteno v Poštovní ulici, v rekonstruované, původně renesanční budově. V přízemí budovy je expozice, která se vztahuje k dějinám vlastní budovy včetně archeologických nálezů, které byly získány při rekonstrukci. Je zde také expouzice i nabídka ze soudobé krajkářské tvorby. Muzeum krajek je umístěno v prvním poschodí ve dvou historických sálech.
Zakladatelka muzea ing. Hana Mizerová-Kynčlová (1944-2011) pocházela z Rychnova nad Kněžnou. Zatímco její předkové z mužské strany se živili výrobou bot, už její prababička vyráběla paličkovanou krajku. Po válce z politických důvodů nemohla studovat na střední škole. Proto absovovala dvouletou krajkářskou školu ve Vamberku. Následně vystudovala večerně střední školu a dálkově Vysokou školu ekonomickou. Do roku 1989 pracovala ve Výzkumném ústavu strojírenské technologie a ekonomiky strojírenství (VÚSTE). Po roce 1989 založila Ateliér Hana, který se zabýval výrobou a prodejem paličkované krajky. Profesionální krajkářky z východních Čech pracovaly podle jejích návrhů v širokém sortimentu krajkářského zboží. Z potřeby najít místo pro rozvíjející se aktivity i vlastní sbírku krajek byl hledán potřebný objekt, který by činnost zastřešil. Rozhodnutí padlo na původně renesanční objekt, který sousedil s rohovým domem, který stojí na hlavním náměstí v Prachaticích. Při rozsáhlé rekonstrukci domu, který do té doby sloužil jako bytový, byly vybourány novodobé příčky, obnoveny historické klenby. Do menšího sálu v 1 patře byl osazen malovaný historický strop. Chybějící panely byly doplněny o motivy z historie Prachatic a zobrazení tradičních řemesel, mezi nimiž nechybí i krajkářky. Muzeum krajek bylo na konci 90. let otevřeno. V roce 2019 muzeum slavilo 20. výročí existence. Muzeum po smrti zakladatelky spravuje její dcera ing. Martina Vakočová.
Muzeum krajky je specializováno na krajku paličkovanou. První část expozice je prezentací historie krajky v evropském měřítku. Jsou zde vystaveny krajky z různých oblastí Evropy - z Itálie, Francie, dnešní Belgie a dalších zemí. Nejstarším exponátem je brabantská krajka z období kolem roku 1600. Na expozici historické krajky navazuje i několik příkladů rozpracované výroby krajek na různých typech podušek podle místních zvyklostí. Nechybí ani sbírka paliček, na které byla navíjena příslušná příze. Některé velmi složité krajky vyžadovaly použití až několika set paliček.
Krajky byly v minulosti důležitou částí lidových krojů. Sbírku doplňují kroje z různých oblastí Čech, Moravy i Slovenska včetně krajkových ozdob. Závěrečnou dást expozice tvoří moderní krajka od 20. století.Velmi obdivovaná je kolekce kovové krajky a ukázky stolování v Čechách v letech 1900-1940. Samostatnou expozici tvoří díla významných českých i zahraničních výtvarníků v oblasti paličkované krajky druhé poloviny 20. století.

## Galerie

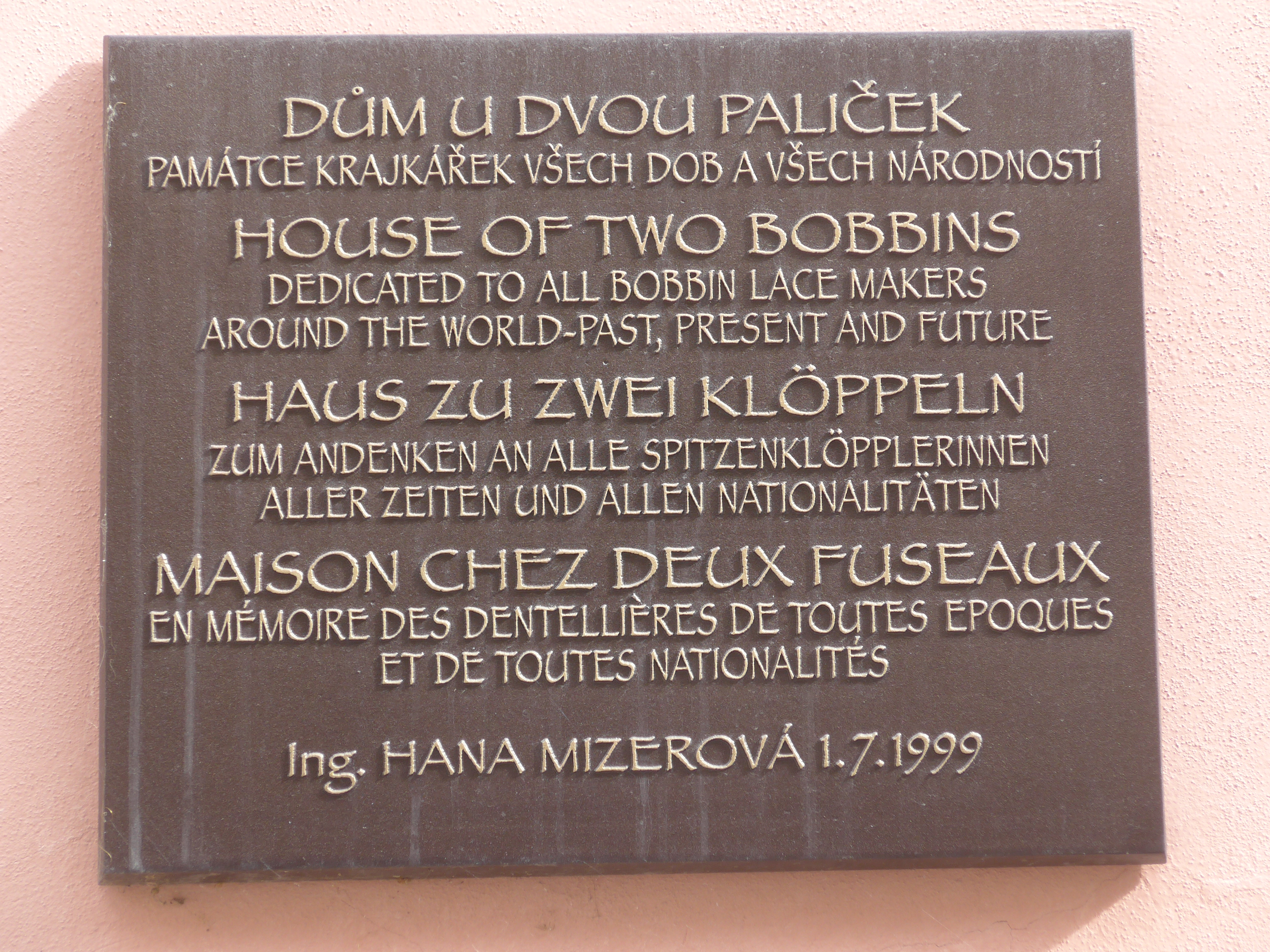
Pamětní deska na Muzeu krajky